# Parker W. Borg
Parker W. Borg, född 25 maj 1939 i Minneapolis i Minnesota, är en amerikansk diplomat, vars karriär inom utrikesförvaltningen sträckte sig från 1965 till 1996. Som ambassadör tjänstgjorde han i Mali och Island men ambassadörsutnämningen till Myanmar 1991 gick inte igenom i senaten på grund av USA:s försämrade relationer med landet.
Farfadern Carl Jensen hade invandrat från Norge och tagit släktnamnet Borg eftersom Jensen var ett så vanligt namn i Minnesota. Borg föddes i Minneapolis och växte upp i förorterna St. Louis Park och Wayzata. Han utexaminerades 1961 från Dartmouth College. År 1965 tog han master i offentlig förvaltning vid Cornell University. Diplomatkarriären inledde han 1965 och det första uppdraget var i Kuala Lumpur fram till 1967. Mellan 1968 och 1970 var han stationerad i Sydvietnam, först i provinsen Binh Dinh och de sista månaderna i huvudstaden Saigon. År 1974 tillbringade han några månader i Pleiku för att övervaka tillämpningen av fredsavtalet. Mellan 1974 och 1975 var Borg medarbetare åt utrikesminister Henry Kissinger. Mellan 1976 och 1978 var han stationerad i Lubumbashi i Zaire.
Borg tjänstgjorde som USA:s ambassadör i Bamako 1981–1984 och i Reykjavík 1993–1996.
Efter diplomatkarriären undervisade Borg vid American University of Rome och American Graduate School in Paris.